# Винчестер, Ранделл
Ра́нделл Винче́стер (англ. Rundell Winchester) — тринидадский футболист, нападающий. Выступал за сборную Тринидада и Тобаго.
Винчестер начал свою футбольную карьеру в 2011 году, в возрасте 17 лет, в полупрофессиональном клубе «Стокли Вейл» в родном Тринидаде и Тобаго. После двух сезонов в Национальной Суперлиге и впечатляющей серии игр в кубке Классик и кубке Тринидада и Тобаго он перешёл в «Сентрал» из чемпионата Тринидада и Тобаго в декабре 2012 года. Перед началом сезона 2014/2015 Винчестер стал игроком клуба «Визе» из Третьего дивизиона Бельгии. В начале 2015 года футболист вернулся в «Сентрал» и в марте перешёл на правах аренды в «Портленд Тимберс 2».
В международном футболе Винчестер дебютировал за сборную Тринидада и Тобаго в октябре 2013 года, в возрасте 19 лет.

## Клубная карьера

### Ранняя карьера
Винчестер родился в Пойнт-Фортин, Тринидад и Тобаго. С 2005 по 2010 года играл за Высшую школу Гудвуда. Винчестер начал свою футбольную карьеру в 2011 году, в возрасте 17 лет, в полупрофессиональном клубе «Стокли Вейл» на острове Тобаго. В свой первый сезон Винчестер играл на позиции вингера и забил один гол в лиге. Тем не менее, его лучшие игры прошли во время кубка Классик в ноябре 2011 года, где он забил на турнире два гола, что позволило выйти его клубу в четвертьфинал. Винчестер начал следующий сезон за «Стокли Вейл» на позиции нападающего и сразу же забил два гола в первых трёх матчах. Однако в следующий раз Ранделл забил только 5 августа 2012 года, когда он забил единственный мяч в матче с «Джо Паблик». В октябре Винчестер вновь забил голы в трёх матчах чемпионата подряд, соответственно, против «Сипариа Спёрс», «Санта-Роса» и «Сандо». Он забил ещё дубль в следующем матче против «Вестсайд Суперстарз», доведя количество своих голов в лиге до восьми.
В ноябре 2012 года Винчестер получил известность в Тринидаде и Тобаго, забив три мяча, благодаря которым «Стокли Вейл» выбил из турнира Классик клубы из чемпионата Тринидада и Тобаго «Полиция» и «Каледония Эй-Ай-Эй». В декабре его голы в матчах против клубов из чемпионата Тринидада и Тобаго «Сент-Эннс Рейнджерс» и «Дефенс Форс» помогли выйти «Стокли Вейл» в четвертьфинал кубка Тринидада и Тобаго. За свои два сезона в «Стокли Вейл» Винчестер записал на свой счёт 9 голов в лиге и 16 голов во всех соревнованиях.

### Сентрал
20 декабря 2012 года, на следующий день после победы «Стокли Вейл» над лидером чемпионата Тринидада и Тобаго «Дефенс Форс», Винчестер перешёл в клуб «Сентрал» на правах свободного агента. На следующий день он забил гол на 57-й минуте в своём дебютном матче, который был проигран клубу «Каледония Эй-Ай-Эй». Тем не менее, после прихода в команду антигуанца Питера Байерса в следующем месяце Винчестер стал редко играть в оставшейся части сезона. Тем не менее, в редком матче в стартовом составе 6 мая 2013 года он забил дубль в победном матче против «Каледонии Эй-Ай-Эй». Винчестер завершил свой первый сезон в «Сентрал» голом в полуфинале турнира Про Боул против «Норт-Ист Старз».
Перед началом сезона 2013/2014 «Сентрал» и «Уолсолл» из Первой Футбольной лиги Англии подписали партнёрское соглашение, согласно которому английский клуб проводил предсезонное турне в Тринидаде и Тобаго. В рамках этого соглашения Винчестер был одним из пяти футболистов, которые присоединились на одну неделю к «Уолсоллу» во время его тренировок и товарищеских матчей против его прошлого клуба «Стокли Вейл» и сборной чемпионата Тринидада и Тобаго. 13 сентября 2013 года Ранделл открыл новый сезон в чемпионате голом в матче, завершившемся победой 3:1 над действующими чемпионами «Дефенс Форс». Его мощный старт сезона был в конечном счёте вознаграждён вызовом в национальную сборную. В октябре 2013 года Винчестер был назван самым ценным игроком Кубка лиги, забив победный гол в финале против «Дефенс Форс» (2:1), благодаря которому «Сентрал» впервые выиграл этот трофей. Четыре дня спустя он оформил свой первый в профессиональной карьере хет-трик в матче против «Пойнт-Фортин Сивик». После успешной игры в течение месяца Винчестер был назван лучшим игроком октября чемпионате Тринидада и Тобаго. Винчестер завершил свой второй сезон в «Сентрал», приведя свою команду к победе в финале турнира Гол Шилд над «Дабл-Ю Коннекшн» и снова став самым ценным игроком турнира. После окончания сезона Винчестер продлил контракт с клубом на два года до конца сезона 2015/2016.
17 июля 2014 года Винчестер отправился обсудить личные условия контракта с бельгийским клубом «Визе». За два года в «Сентрал» футболист забил 9 голов в чемпионате и 18 голов во всех соревнованиях.

### Визе
22 июля 2014 года Винчестер перешёл в клуб «Визе» из Третьего дивизиона Бельгии на правах свободного агента из клуба «Сентрал» и присоединился к бывшему тренеру Терри Фенвику и сокоманднику Уиллису Плазе. 21 сентября 2014 года в матче против «Тюрнхаута» забил хет-трик, а его клуб выиграл со счётом 4:1. Однако «Визе» из-за финансовых проблем не смог выплачивать игроку зарплату. В результате бывший клуб Винчестера «Сентрал» решил помочь ему и оплатил его перелёт домой.

### Возвращение в «Сентрал»
После возвращения в родную страну Винчестер подписал контракт до конца сезона 2015/2016 с бывшим клубом «Сентрал». Однако FIFA запретила официальное оформление его перехода до января следующего года. Это время Винчестер тренировался с «Сентралом». 10 января стало известно, что футболист получил трансферный сертификат FIFA и сыграет в следующем матче. Проведя первые два матча в стартовом составе без забитых голов, футболист потерял место в основном составе и стал регулярно выходить на замену. 1 февраля 2015 года Винчестер впервые после возвращения забил гол в ворота «Полиции» (5:0), выйдя на замену на 75-й минуте вместо Уиллиса Плазы. 6 февраля 2015 года в связи с дисквалификацией игрока стартового состава Атуллы Герры футболист вышел на матч против клуба «Сан-Хуан Джаблоти» с первых минут. Однако на 62-й минуте Винчестер получил прямую красную карточку, а его команда проиграла со счётом 3:2. После этого футболист больше не попадал в заявку на матчи «Сентрала».

### Портленд Тимберс 2
В марте 2015 года стало известно, что Винчестер перешёл на правах аренды в «Портленд Тимберс 2». В новом клубе игрок действует на позиции вингера. 30 марта игрок дебютировал за «Портленд Тимберс 2» в матче USL против «Реал Монаркс» (3:2), отыграв весь матч от начала до конца, и забил гол на 57-й минуте матча. Следующий гол Винчестер забил 17 мая 2015 года снова в матче с «Реал Монаркс» на 87-й минуте, принеся своей команде ничью со счётом 1:1.

## Карьера в сборной
|  | У этого юноши есть некоторые качества[...] Некоторые вещи у него пошли не так, но он никогда не прячется. Он хочет получать мяч, он сражается, он заработал пенальти, и для меня происходит становление игрока на будущее.–Стивен Харт про 19-летнего Винчестера после товарищеского матча против Ямайки 19 ноября 2013 |

Винчестер дебютировал за сборную Тринидада и Тобаго 15 октября 2013 года, в возрасте 19 лет, в матче против Новой Зеландии после выхода на замену во втором тайме вместо капитана Кенуайна Джонса. В следующем месяце Винчестер был вызван в сборную на два матча против сборной Ямайки. 15 ноября он впервые вышел в стартовом составе сборной в матче, завершившемся победой 1:0 в Монтего-Бей. В ответном матче в Порт-оф-Спейн Винчестер вышел на замену вместо Лестера Пелтера и заработал пенальти, который привёл ко второму голу команды (2:0).
4 июня 2014 года Винчестер в конце матча вышел на замену в матче против Аргентины, завершившемся поражением со счётом 3:0 на стадионе Монументаль.
24 июня 2015 года стало известно, что тренер сборной Стефен Харт включил Винчестера в окончательную заявку сборной на Золотой кубок КОНКАКАФ 2015. Однако на самом турнире футболист был запасным и на поле так и не вышел.

## Статистика

### Клубная статистика
На 2 августа 2015
| Клуб                        | Сезон            | Лига                   | Лига | Лига | Кубок | Кубок | Кубок лиги | Кубок лиги | Континентальные | Континентальные | Другие | Другие | Итого | Итого |
| Клуб                        | Сезон            | Дивизион               | Игры | Голы | Игры  | Голы  | Игры       | Голы       | Игры            | Голы            | Игры   | Голы   | Игры  | Голы  |
| --------------------------- | ---------------- | ---------------------- | ---- | ---- | ----- | ----- | ---------- | ---------- | --------------- | --------------- | ------ | ------ | ----- | ----- |
| Стокли Вейл                 | 2011             | Национальная Суперлига | 1    | 1    | 0     | 0     | 3          | 0          | 0               | 0               | 0      | 0      | 4     | 1     |
| Стокли Вейл                 | 2012             | Национальная Суперлига | 7    | 8    | 2     | 2     | 6          | 3          | 0               | 0               | 0      | 0      | 15    | 13    |
| Стокли Вейл                 | Итого            | Итого                  | 8    | 9    | 2     | 2     | 9          | 3          | 0               | 0               | 0      | 0      | 19    | 14    |
| Сентрал                     | 2012/2013        | Про-Лига               | 3    | 3    | 0     | 0     | 3          | 1          | 0               | 0               | 0      | 0      | 6     | 4     |
| Сентрал                     | 2013/2014        | Про-Лига               | 15   | 6    | 6     | 2     | 8          | 6          | 0               | 0               | 0      | 0      | 29    | 14    |
| Сентрал                     | Итого            | Итого                  | 18   | 9    | 6     | 2     | 11         | 7          | 0               | 0               | 0      | 0      | 35    | 18    |
| Визе                        | 2014/2015        | Третий дивизион        | 4    | 3    | 0     | 0     | 0          | 0          | 0               | 0               | 0      | 0      | 4     | 3     |
| Визе                        | Итого            | Итого                  | 4    | 3    | 0     | 0     | 0          | 0          | 0               | 0               | 0      | 0      | 4     | 3     |
| Сентрал                     | 2014/2015        | Про-Лига               | 7    | 1    | 0     | 0     | 0          | 0          | 0               | 0               | 0      | 0      | 7     | 1     |
| Сентрал                     | Итого            | Итого                  | 7    | 1    | 0     | 0     | 0          | 0          | 0               | 0               | 0      | 0      | 7     | 1     |
| Портленд Тимберс 2 (аренда) | 2015             | USL                    | 16   | 2    | 2     | 0     | 0          | 0          | 0               | 0               | 0      | 0      | 18    | 2     |
| Портленд Тимберс 2 (аренда) | Итого            | Итого                  | 16   | 2    | 2     | 0     | 0          | 0          | 0               | 0               | 0      | 0      | 18    | 2     |
| Итого за карьеру            | Итого за карьеру | Итого за карьеру       | 53   | 24   | 10    | 4     | 20         | 10         | 0               | 0               | 0      | 0      | 83    | 38    |

1. ↑  Включает игры в турнирах Классик, Гол Шилд и Про Боул
2. ↑  Включает игры в Лиге чемпионов КОНКАКАФ
3. ↑  Включает игры в Суперкубке Тринидада и Тобаго и Клубном чемпионате Карибского футбольного союза

### Карьера в сборной
На 31 июля 2015
| Сборная           | Год   | Товарищеские матчи | Товарищеские матчи | Соревнования | Соревнования | Итого | Итого | Итого |
| Сборная           | Год   | Игры               | Голы               | Игры         | Голы         | Игры  | Голы  |       |
| ----------------- | ----- | ------------------ | ------------------ | ------------ | ------------ | ----- | ----- | ----- |
| Тринидад и Тобаго | 2013  | 3                  | 0                  | 0            | 0            | 3     | 0     |       |
| Тринидад и Тобаго | 2014  | 1                  | 0                  | 0            | 0            | 1     | 0     |       |
| Итого             | Итого | 4                  | 0                  | 0            | 0            | 4     | 0     |       |

### Матчи за сборную
| № | Дата            | Стадион                                       | Соперник       | Счёт | Голы Винчестера | Турнир            |
| 1 | 15 октября 2013 | Стадион имени Хейсли Кроуфорда, Порт-оф-Спейн | Новая Зеландия | 1:2  | -               | Товарищеский матч |
| 2 | 15 ноября 2013  | Спортивный комплекс Монтего-Бей, Монтего-Бей  | Ямайка         | 1:0  | -               | Товарищеский матч |
| 3 | 19 ноября 2013  | Стадион имени Хейсли Кроуфорда, Порт-оф-Спейн | Ямайка         | 2:0  | -               | Товарищеский матч |
| 4 | 4 июня 2014     | Монументаль, Буэнос-Айрес                     | Аргентина      | 0:3  | -               | Товарищеский матч |

Итого по официальным матчам: 4 матча / 0 голов; 2 победы, 1 ничья, 1 поражение.

## Достижения

### Командные
- Кубок лиги Тринидада и Тобаго: 2013
- Гол Шилд: 2014

### Личные
- Лучший игрок турнира (2): Кубок лиги Тринидада и Тобаго 2013, Гол Шилд 2014
- Лучший игрок месяца чемпионата Тринидада и Тобаго: Октябрь 2013

## Стиль игры
Ранделл Винчестер обладает хорошими характеристиками нападающего: точным ударом и голевым чутьём. Также среди сильных сторон футболиста — хороший контроль мяча и первый пас.
Будучи универсальным футболистом, Винчестер способен сыграть как на позиции вингера на любом из флангов, так и на позиции центрального нападающего. Игрок предпочитает бить левой ногой, хотя возможен удар и с другой ноги.

## Личная жизнь
Не женат. Есть сын. В настоящее время семья игрока живёт в Тринидаде и Тобаго, отдельно от него. Любимый футболист Винчестера — Криштиану Роналду.
Помимо футбола игрок любит бег, прыжки в длину и в высоту.